# Ermita de Andra Mari de Ibabe
La Ermita de Andra Mari de Ibabe es una ermita documentada en el siglo XVI perteneciente a la cofradía de los Hijosdalgo del valle de Aramayona, ubicada en la anteiglesia de Ibarra del municipio español de Aramayona (Álava).

## Localización
El Santuario de Nuestra Señora de la Concepción de Ibabe, más conocido por la ermita de Andra Mari de Ibabe, se encuentra a un kilómetro del núcleo de Ibarra, cabecera del municipio de Aramayona.En dirección al barrio de Gantzaga, está situada en el paraje denominado Eguzkierripa.

## Historia
En el robledal que había junto a la ermita se impartía justicia y según la tradición el altar de la iglesia se hizo con el roble que se usaba como cadalso.Se decía que en Ibabe se encontraba la primitiva horca. Cada domingo trasladaban hasta allí a los maleantes apresados durante la semana. Y si los ancianos consideraban culpable al apresado, lo colgaban directamente. Con la llegada del cristianismo, en el lugar se alzó la ermita para acabar con la maldición de la campa. Y las gruesas ramas del roble del que colgaban a los reos sirvieron para su construcción.
La primitiva ermita surgiría bien para asistencia espiritual de los condenados, bien para contrarrestar la mala fama de un lugar con tan tétrico historial. De ser cierta esta función de “urkamendi” (lugar de ajusticiamiento) de la campa de Andra Mari, tuvo que ser antes del siglo XIV en la que ya los Señores del valle tenían su torre en Barajuen y se encargaban de administrar justicia según sus propias leyes.

### Construcción
Aunque en principio era una ermita medieval, documentada en su edificación anterior ya desde comienzos del siglo XVI, la construcción actual es un edificio barroco, levantado, desde sus cimientos, a comienzos del siglo XVIII por los maestros canteros, vecinos del valle, José de Amilburu y Matías de Arrióla, quienes en 1709 habían terminado ya su obra. En esta fecha se ajustaban la ejecución de la yesería, que habría de recubrir el cascarón del ábside con una gran venera, y los tramos de la bóveda con resaltos geométricos de diseño barroco, obra realizada por José de Irusta, vecino de Durango.
En 1772 se construía la sacristía, a la vez que los pretiles de la campa de acceso a la ermita, y, en 1780, la espadaña de un solo vano, con remate triangular y bolas a los lados. En tanto, la devoción a la Virgen de Ibabe iba más allá de los cultos celebrados en la ermita; reunía a gentes de todo el valle y estos encuentros requirieron, en el mismo siglo XVIII, la construcción de la «Casa de la Cofradía» adosada a la ermita y con un gran recinto o portegado en su planta baja, típica edificación de madera abierta por una reja al interior de la ermita, de este modo, a la vista siempre de los devotos y transeúntes.
El 4 de abril de 1873 el arquitecto elorriano Casto de Zabala firmaba el proyecto de las nuevas obras que ascendería a 4.052 reales, cantidad que casi se quintuplicó a la terminación de las mismas, probablemente debido a mejoras proyectadas sobre la marcha. Se nombró una comisión directora de las obras, integrada por tres miembros de la Cofradía y dos del Ayuntamiento. Para su financiación se consiguió un impuesto especial “Se da cuenta de una comunicación de la Comisión provincial del 14 de abril , en la que se dice que en vista de la solicitud de este Ayuntamiento en demanda del árbitro de un cuartillo de real sobre cántara de vino, para atender al pago de las obras de Nuestra Señora de Ibabe, autoriza su concesión no sólo por amortizar la deuda contraída, sino también para cubrir el presupuesto total de las mismas, debiendo de indicar a su tiempo a la Diputación en cuenta comprobada y justificada de todo lo practicado” (Actas Ayuntamiento del 6 de enero 1878).

En 1820 se fundió en Mondragón la campana y para pagar su coste de 520 reales se vendieron media docena de árboles y terreno al Este de la ermita. La planta baja del salón que sirve de pórtico fue enlosada en 1913. En 1869 se construyó el espacio que hoy incluye la cocina y los lavabos. Todo el complejo está dentro de una campa de 22 áreas y 85 centiáreas, poblada de árboles que linda con caminos vecinales por sus lados Este, Sur y Oeste y con terrenos por su lado Norte. Está íntegramente cercada por muros de piedras a excepción de su lado Norte que lo está por cerradura de alambre.

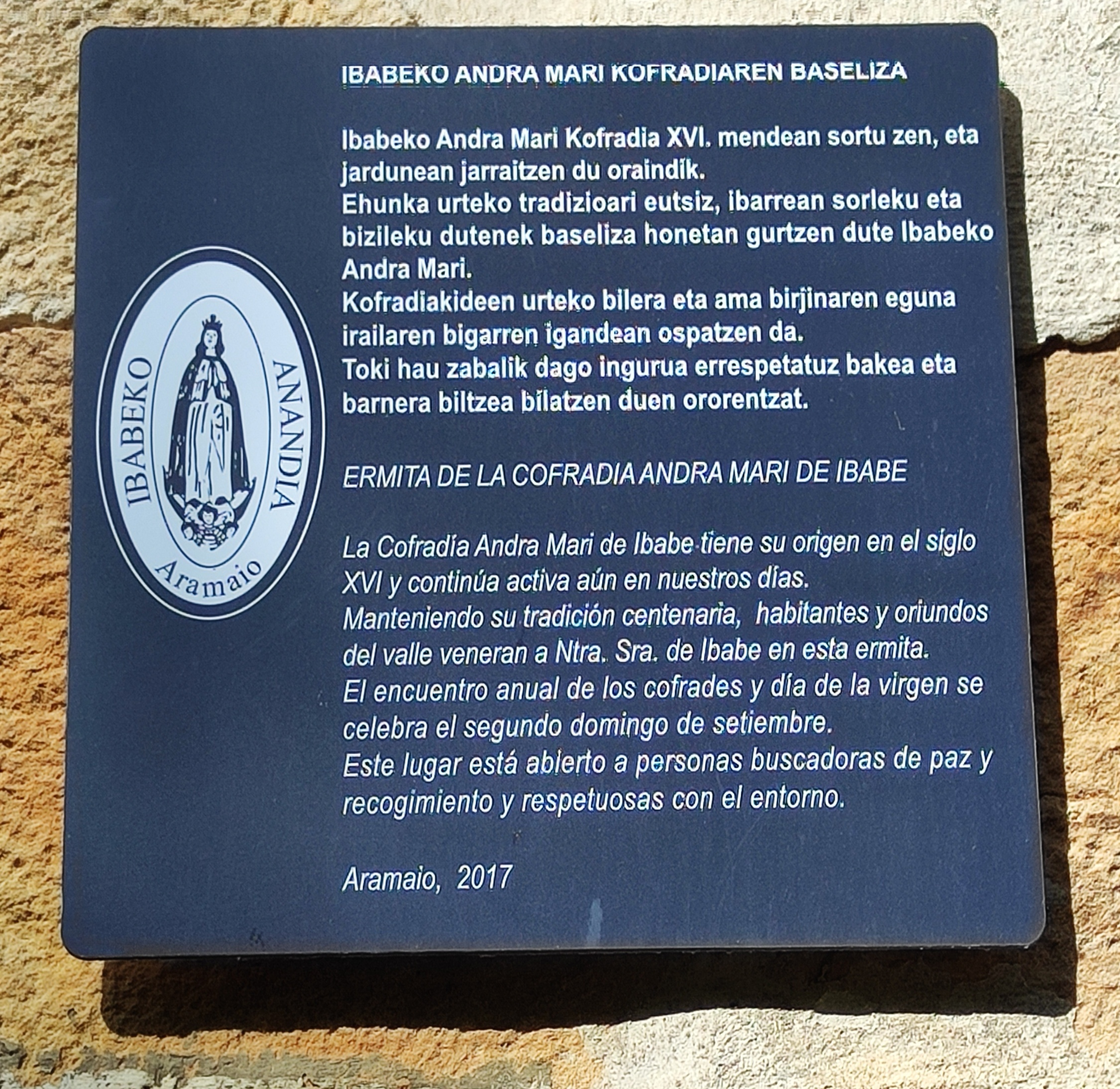
Acerca de la Cofradía

### Cofradía
La ermita es propiedad de la Cofradía de Andra Mari de Ibabe, cuyos orígenes se remontan al siglo XVI, cuando estaba constituida por los Hijosdalgo del valle de Aramayona.La cofradía ha sido la garante de su conservación y mantenimiento de culto y tradición a esta ermita.
Según el Reglamento inicial la Cofradía estaba integrada solamente por nobles. Los plebeyos no podían ser más que “pretendientes”. Preferentemente se componía de hijosdalgos residentes en el valle, aunque también contaba entre sus miembros a algunos residentes fuera del mismo.
Después de la primera guerra carlista, ante la escasez de integrantes de la cofradía, los mayordomos correspondientes al año 1846, Simón de Hechebarria-Elorriaga y Julián Domingo de Echabarria, propusieron suavizar los estatutos para facilitar el ingreso a nuevos cófrades,pudiendo ser cualquier vecino o morador, residente en el vallo o fuera de él sea noble o plebeyo, con tal que no haya sido acusado criminalmente o haya sufrido condena infamatoria. Se disminuye también el número de misas a la que estaban obligados a asistir y se reduce en un tercio la cuota de ingreso. Las medidas surten su efecto y de cuarenta miembros se llega a los noventa a finales del siglo XIX. A mediados de los años 80 del siglo XX contaba con 121 miembros. En 2015, 131. En 2024, eran 98 cofrades.

#### Propiedad de la campa
Andra Mari se libró del expolio que sufrieron ermitas e Iglesias del valle, entre los años 1865-1870, en aplicación de las Leyes desamortizadoras de Mendizábal. La Cofradía decidió inscribir la ermita en el Registro de Propiedad a nombre del Ayuntamiento de Aramaiona, aprovechando el censo general de terrenos comunales que realizó el Ayuntamiento en el año 1877. El 22 de mayo de 1949 el Ayuntamiento “acuerda por unanimidad reintegrar a la Cofradía de la Purísima Concepción de Ntra. Señora de Ibabe, con todos los derechos y acciones que le son propios, la propiedad, el dominio pleno y pertenencia absoluta, un trozo de terreno sito en el término de Andra Mari y una extensión superficial de 22 áreas y 85 centiáreas, que linda por Este, Sur y Oeste con caminos de tránsito y por Norte con heredad de los Hs. De Atanasio de Ibabe, por estimar de justicia y derecho retornar la expresada Campa a la citada Cofradía (Actas del Ayuntamiento 1949). La propiedad de la campa continúa a nombre del Ayuntamiento en el Registro de la Propiedad. Las relaciones entre Cofradía y Ayuntamiento son buenas, lo cual ha permitido realizar diversas mejoras en la ermita y campa, con la colaboración de ambas entidades. El Ayuntamiento de Aramayona declaró la campa como parque municipal y cuenta con más servicios con la ayuda de la Diputación Foral de Alava.

#### Funcionamiento
Para su gobierno cuenta con una Junta Directiva compuesta por una presidencia y cuatro vocalías, además del Abad o abadesa. Antiguamente, unas  personas "avisadoras" en cada barrio o barriada, se encargaban de hacer llegar a todos los avisos de la Directiva y de cobrar las cuotas anuales.
En 1904 se reformaron los Estatutos. Su artículo 46 decía: “se prohíbe, tanto en el salón como en la planta baja del mismo y en los prados de la ermita, toda clase de juegos y diversiones no religiosos y especialmente los bailes”.
Hoy en día han caído en desuso muchos de los artículos de antaño y las actividades de la Cofradía han quedado reducidas a lo siguiente:
- Reunión anual, el segundo domingo de setiembre, precedida de Misa solemne y seguida de la comida de Hermandad.
- Asistencia obligatoria a la misa funeral que la Cofradía celebra a sus miembros fallecidos, en la ermita de Ibabe.
- Cuidado de la ermita y su campa.

## Descripción

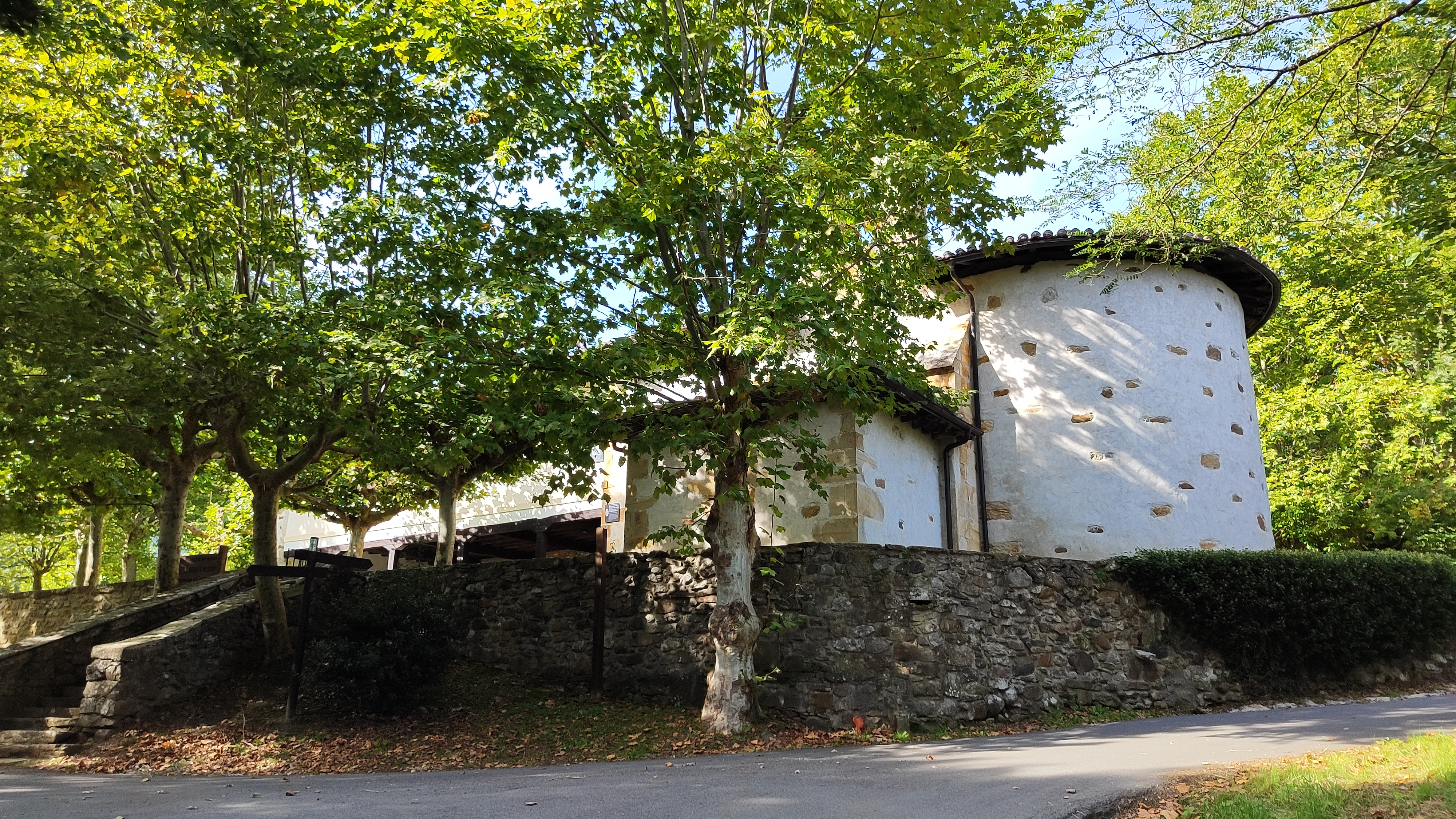
Exterior Andra Mari de Ibabe

Se trata de una ermita de origen medieval cuyas primeras referencias históricas datan del siglo XVI. En 1706 se llevó a cabo la reedificación de la ermita construyéndose el edificio actual.
Exterior
El exterior de la ermita destaca por su amplio pórtico abierto a los pies del templo y en todo su costado sur. A través de un gran vano con reja metálica puede contemplarse el interior de la ermita. Sobre el pórtico se encuentra la casa de la cofradía. Al sur del templo se levanta la espadaña de un solo arco de campanas con remate triangular, cruz en lo alto y pináculos de bolas a los lados. Fue erigida en 1780.
Interior

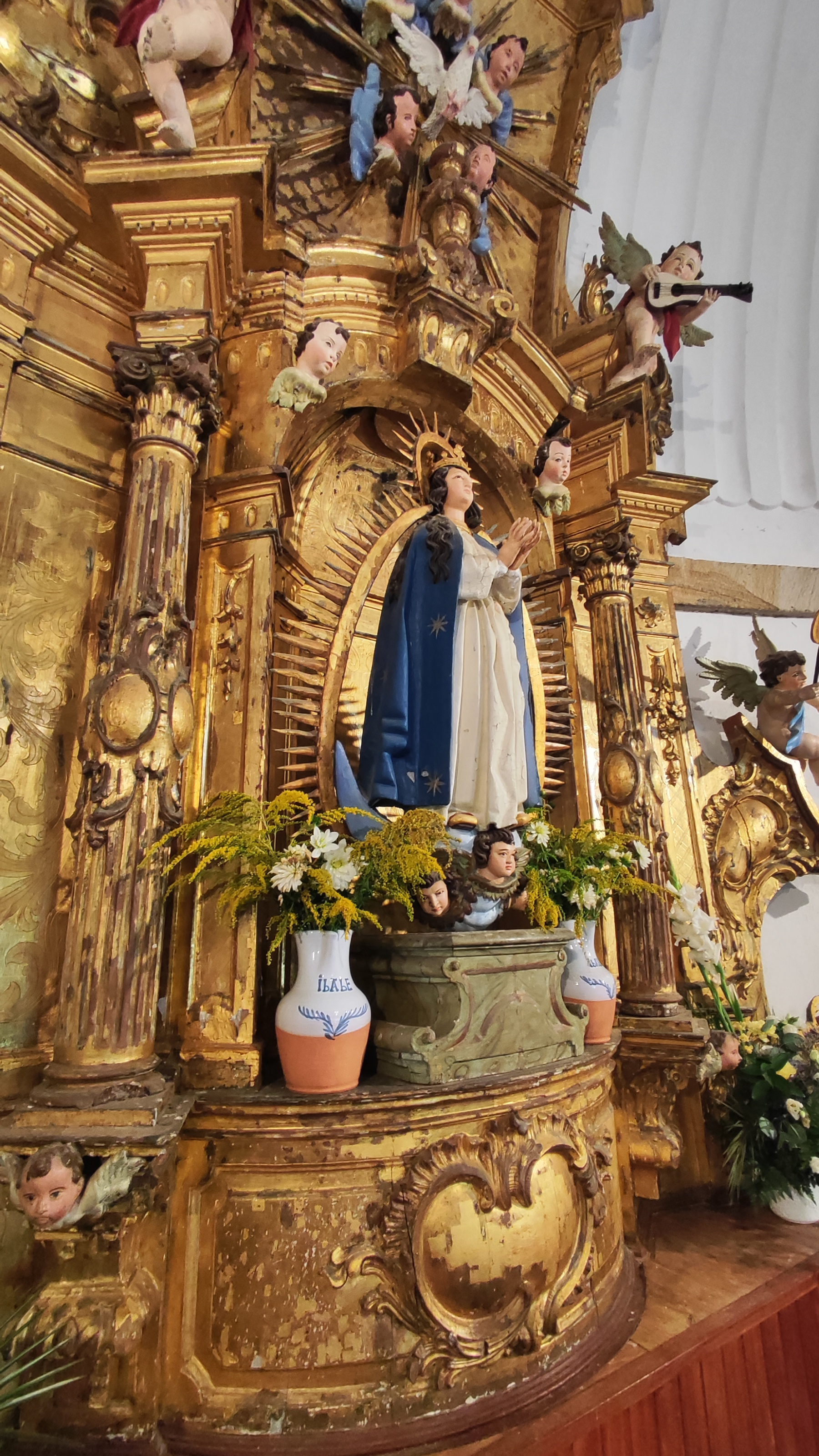
Retablo Andra Mari de Ibabe

Es una edificación de planta rectangular, con ábside semicircular, cerrado, y nave de dos tramos, con arcos fajones de medio punto que voltean sobre pilastras sin decorar. La bóveda de la cabecera cubre su intradós por una gran venera de yeso. Cuenta con un coro arquitrabado con balaustrada de madera, probablemente de principios del siglo XVIII. El retablo mayor es de estilo barroco en su fase rococó. Consta de banco, un solo cuerpo y remate.El retablo lo realizaron los escultores de Mondragón Manuel Olaren y Vicente Ramírez, según planos de Juan Munar, de Elorrio. Fue tallado en castaño en 1767, y dorado tres años después por el santanderino Manuel Ano. La imagen central está dedicada a la patrona, y fue esculpida en 1659 en nogal, por el escultor vitoriano P. García de Haroa. El salón sobre el pórtico se construyó en 1784, y la sacristía en 1772,que está adosada al muro sur en la vertical de la espadaña para el esquilón.
Es la ermita que más culto tiene entre las del Valle de Aramayona. Su romería principal se celebra el segundo domingo de septiembre.La festividad de esta Virgen, es la patrona de Aramayona.

## Curiosidades
En mayo se celebra el festival Eguzkierripa Rock jaialdia.
En el restaurante El Portalón de Vitoria, se conserva un rótulo que se colocó en la ermita de Andra Mari en 1924 que advertía en euskara y castellano de la prohibición de toda diversión en el entorno de la ermita.
En el año 2015 la Cofradía publicó un libro que recogía más de cinco siglos de historia de la Cofradía.